# Stefan Olsson (jurist)
Stig Stefan Olsson, född 27 maj 1959 i Östersund, är en svensk jurist som var lagman i Uddevalla tingsrätt från 2012 till 2016 samt i Ystads tingsrätt från 2016 till 2021.
Olsson utnämndes 24 maj 2012 till lagman i Uddevalla tingsrätt och den 15 september 2016 till lagman i Ystads tingsrätt.